# Bruce Bowen
Bruce Eric Bowen Jr. (Merced, Califòrnia; 14 de juny de 1971) és un exjugador de bàsquet nord-americà que va jugar 13 temporades a l'NBA. Amb 2,01 metres d'alçada, jugava en la posició d'aler o escorta.

## Trajectòria esportiva

### Universitat
Bowen va jugar quatre anys a Cal State Fullerton, apareixent en 101 partits i fent una mitjana de 11.4 punts per partits i 5.8 rebots. Va fer una mitjana de 16.3 punts, 6.5 rebots i 2.3 assistències en la temporada 1992-93, el seu any sènior, en el qual va jugar 27 partits. Va ser nomenat en el millor quintet de la Conferència All-Big West. És el 12è jugador que més punts ha anotat en la història de la seva universitat (1.155) i el setè en rebots (559).

### Professional

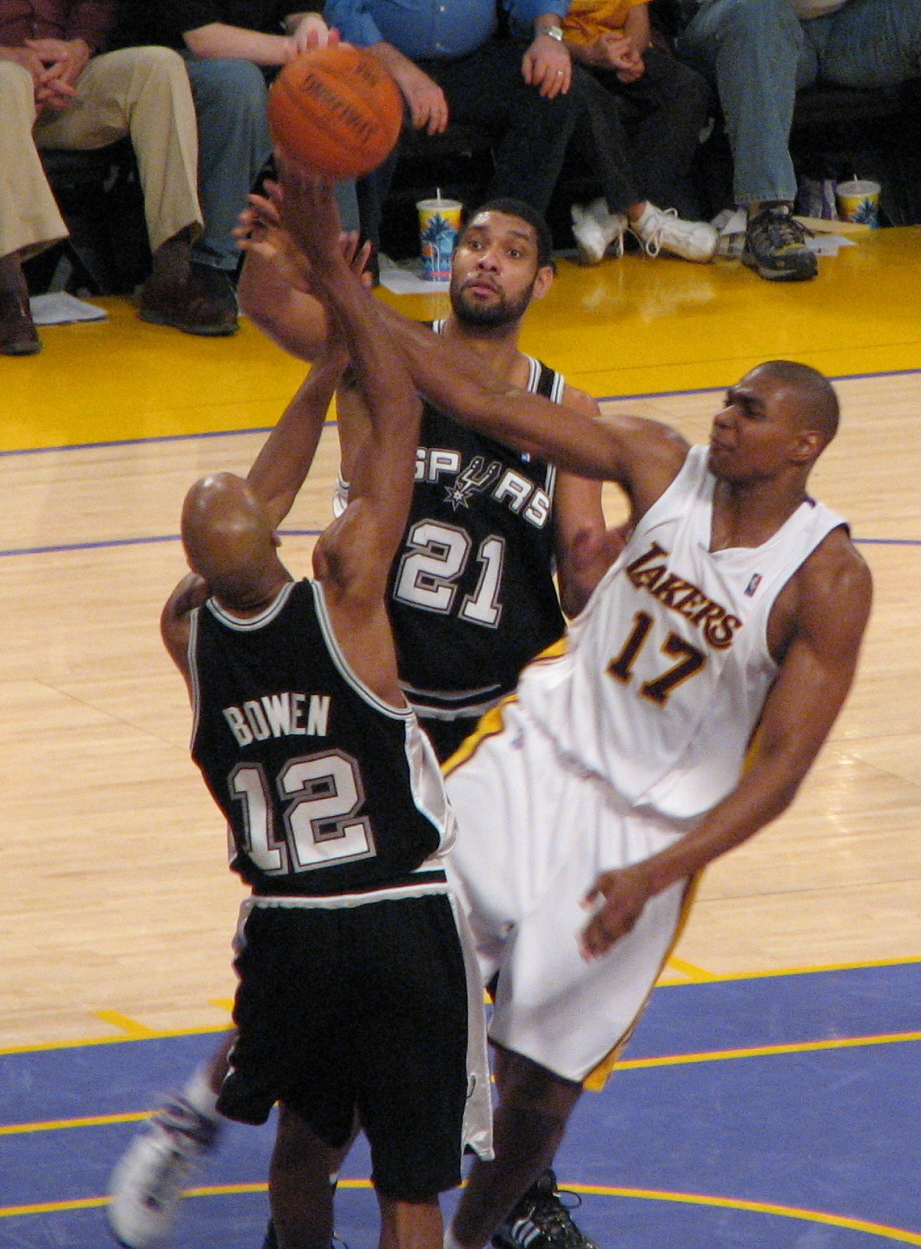
Bowen, posant un tap davant els Lakers.

Després de jugar en la CBA durant un temps, el seu pas a l'NBA va ser complicat, jugant en diversos equips en un curt espai de temps. Boston Celtics, Miami Heat i Philadelphia 76ers van ser les seves destinacions abans d'arribar a San Antonio Spurs el 2001, on gràcies al seu joc defensiu es va fer un lloc en el quintet titular al costat de David Robinson, Tim Duncan, Manu Ginobili i Tony Parker. Va guanyar els campionats de 2003, 2005 i 2007 amb els Spurs.
Bowen va ser un assidu intervinent en els quintets defensius que es premien a final de temporada. Era conegut com Bruce Lee Bowen per la seva duresa, pel comentarista NBA Andrés Montes. Els anys 2001, 2002 i 2003 va ser nomenat per al segon, mentre que el 2004, 2005 i 2006 ho va ser per al primer.
El 23 de juny de 2009, Bowen va ser traspassat a Milwaukee Bucks juntament amb Kurt Thomas i Fabricio Oberto a canvi de Richard Jefferson.
El 3 de setembre de 2009 va anunciar la seva retirada de les pistes, als 38 anys va posar punt final a la seva carrera esportiva.
Al gener de 2012 els San Antonio Spurs, l'equip on va guanyar tres anells de l'NBA, anuncia que li retiren la samarreta amb el dorsal nombre dotze. Bowen va ser una peça fonamental en aquests títols, sobretot a nivell defensiu, defensant sempre al jugador més actiu del rival

## Estadístiques de la seva carrera a l'NBA
|  | Denota temporades en les quals va guanyar el Campionat de l'NBA |

### Temporada regular
| Any     | Equip        | PJ  | PT  | MPP  | %TC  | %3P  | %TL  | RPP | APP | ROB | TPP | PPP |
| ------- | ------------ | --- | --- | ---- | ---- | ---- | ---- | --- | --- | --- | --- | --- |
| 1996–97 | Miami        | 1   | 0   | 1.0  | .000 | .000 | .000 | .0  | .0  | .0  | 1.0 | .0  |
| 1997–98 | Boston       | 61  | 9   | 21.4 | .409 | .339 | .623 | 2.9 | 1.3 | 1.4 | .5  | 5.6 |
| 1998–99 | Boston       | 30  | 1   | 16.5 | .280 | .269 | .458 | 1.7 | .9  | .7  | .3  | 2.3 |
| 1999–00 | Philadelphia | 42  | 0   | 7.4  | .356 | .500 | .500 | .9  | .4  | .2  | .1  | 1.4 |
| 1999–00 | Miami        | 27  | 2   | 21.0 | .380 | .464 | .613 | 2.2 | .7  | .5  | .4  | 5.1 |
| 2000–01 | Miami        | 82  | 72  | 32.7 | .363 | .336 | .609 | 3.0 | 1.6 | 1.0 | .6  | 7.6 |
| 2001–02 | San Antonio  | 59  | 59  | 28.8 | .389 | .378 | .479 | 2.7 | 1.5 | 1.0 | .4  | 7.0 |
| 2002–03 | San Antonio  | 82  | 82  | 31.3 | .466 | .441 | .404 | 2.9 | 1.4 | .8  | .5  | 7.1 |
| 2003–04 | San Antonio  | 82  | 82  | 32.0 | .420 | .363 | .579 | 3.1 | 1.4 | 1.0 | .4  | 6.9 |
| 2004–05 | San Antonio  | 82  | 82  | 32.0 | .420 | .403 | .634 | 3.5 | 1.5 | .7  | .5  | 8.2 |
| 2005–06 | San Antonio  | 82  | 82  | 33.6 | .433 | .424 | .607 | 3.9 | 1.5 | 1.0 | .4  | 7.5 |
| 2006–07 | San Antonio  | 82  | 82  | 30.0 | .405 | .384 | .589 | 2.7 | 1.4 | .8  | .3  | 6.2 |
| 2007–08 | San Antonio  | 81  | 81  | 30.2 | .407 | .419 | .652 | 2.9 | 1.1 | .7  | .3  | 6.0 |
| 2008-09 | San Antonio  | 80  | 10  | 18.9 | .422 | .429 | .538 | 1.8 | .5  | .4  | .2  | 2.7 |
| Total   | Total        | 873 | 644 | 27.6 | .409 | .393 | .575 | 2.8 | 1.2 | .8  | .3  | 6.1 |

### Playoffs
| Any     | Equip       | PJ  | PT  | MPP  | %TC  | %3P  | %TL   | RPP | APP | ROB | TPP | PPP |
| ------- | ----------- | --- | --- | ---- | ---- | ---- | ----- | --- | --- | --- | --- | --- |
| 1999–00 | Miami       | 10  | 0   | 15.7 | .370 | .227 | .625  | 1.0 | .8  | .7  | .4  | 3.5 |
| 2000–01 | Miami       | 3   | 3   | 19.3 | .313 | .250 | .000  | .7  | .7  | .7  | .7  | 4.0 |
| 2001–02 | San Antonio | 10  | 10  | 34.5 | .410 | .440 | .500  | 3.3 | 1.4 | 1.1 | .7  | 6.8 |
| 2002–03 | San Antonio | 24  | 24  | 31.3 | .372 | .438 | .548  | 2.9 | 1.6 | .8  | .7  | 6.9 |
| 2003–04 | San Antonio | 10  | 10  | 29.8 | .365 | .379 | .231  | 2.9 | 1.0 | .4  | .3  | 6.0 |
| 2004–05 | San Antonio | 23  | 23  | 35.4 | .359 | .433 | .647  | 2.9 | 1.6 | .5  | .6  | 5.7 |
| 2005–06 | San Antonio | 13  | 13  | 34.0 | .525 | .500 | .500  | 2.2 | 1.2 | .9  | .6  | 6.2 |
| 2006–07 | San Antonio | 20  | 20  | 34.5 | .395 | .446 | .500  | 4.1 | 1.3 | 1.4 | .2  | 6.5 |
| 2007–08 | San Antonio | 17  | 17  | 29.9 | .398 | .407 | .727  | 1.9 | 1.4 | .6  | .3  | 6.1 |
| 2008–09 | San Antonio | 5   | 2   | 26.0 | .538 | .556 | 1.000 | 3.0 | .6  | .6  | .0  | 4.2 |
| Total   | Total       | 135 | 122 | 31.0 | .394 | .422 | .553  | 2.7 | 1.3 | .8  | .5  | 6.0 |